# Glenn Hartranft
Glenn Hartranft   (Aberdeen, 3 de desembre de 1901 - San Diego, 12 d'agost de 1970) va ser un atleta estatunidenc, especialista en el llançament de pes i de disc, que va competir durant la dècada de 1920.
El 1924 va prendre part en els Jocs Olímpics de París, on disputà dues proves del programa d'atletisme. Va guanyar la medalla de plata en la prova del llançament de pes, mentre en el llançament de disc fou sisè. El 1922 i 1924 guanyà el campionat de l'IC4A d'ambdues proves. El 1924 va establir un nou rècord del món de disc, que no fou ratificat per culpa d'un vent excessiu. Finalment el 1925 va establir un rècord del món vàlid amb un llançament de 47.89 metres.

## Millors marques
- llançament de pes. 15.53 metres (1924)
- llançament de disc. 48.18 metres (1924)[1][2]